# Cantone di Bourg
Il Cantone di Bourg era una divisione amministrativa dell'arrondissement di Blaye.
A seguito della riforma approvata con decreto del 20 febbraio 2014, che ha avuto attuazione dopo le elezioni dipartimentali del 2015, è stato soppresso.

## Composizione
Comprende i comuni di:
- Bayon-sur-Gironde
- Bourg
- Comps
- Gauriac
- Lansac
- Mombrier
- Prignac-et-Marcamps
- Pugnac
- Saint-Ciers-de-Canesse
- Saint-Seurin-de-Bourg
- Saint-Trojan
- Samonac
- Tauriac
- Teuillac
- Villeneuve